# Lissonota lineolaris
Lissonota lineolaris är en stekelart som först beskrevs av Gmelin 1790.  Lissonota lineolaris ingår i släktet Lissonota och familjen brokparasitsteklar. Arten är reproducerande i Sverige.

## Underarter
Arten delas in i följande underarter:
- L. l. nigriceps
- L. l. nigrifacies